# Pentadecansäure
Die Pentadecansäure gehört zur Stoffgruppe der Alkansäuren. Sie ist eine gesättigte Fettsäure mit einer ungeraden Anzahl von Kohlenstoffatomen, nämlich 15. Ihre Salze und Ester heißen Pentadecanoate.

## Vorkommen
Wie die meisten langkettigen Fettsäuren mit ungerader Kohlenstoffzahl kommt Pentadecansäure in der Natur nur selten und in geringerer Konzentration vor als Fettsäuren mit gerader Kohlenstoffzahl. Sie lässt sich im Lebertran des Kabeljaus zu 0,1 %, im Fett des Aals zu 1,6 %, in Rind- und Lammfleisch zu ca. 0,6 % der Gesamtfettsäuren nachweisen.
Daneben findet man sie im Milchfett zu 1,05 % und im Körperfett von Wiederkäuern zu ca. 0,43 %.
In Pflanzen ist sie selten, ein relativ hoher Anteil dieser Fettsäure an den Blattfettsäuren der Milchigen Mangrove (Blind-Your-Eye Mangrove; Excoecaria agallocha) wurde mit 2,65 % festgestellt.
Pentadecansäure kommt in den Lipiden von Micrococcus sedentarius vor.

## Eigenschaften
Pentadecansäure kristallisiert in unterschiedlichen Formen, abhängig vom für die Kristallisation verwendeten Lösungsmittel.

## Verwendung
Industriell wird Pentadecansäure als Lösungsmittel bei der Herstellung von Lackfarben verwendet.

## Pharmakologie
Da der menschliche Körper diese Fettsäure nicht selbst herstellen kann, lassen sich aus dem Anteil der Pentadecansäure an Blutfetten Schlüsse auf die Aufnahme von Milch und/oder Milchprodukten ziehen.
Pentadecansäure enthaltende Fette sind wie auch Margarinsäure-haltige mit einem schützenden Effekt gegen Diabetes mellitus Typ 2 assoziiert.